# Bilstain
Bilstain (Duits: Bilstein) is een dorp in de Belgische provincie Luik en een deelgemeente van het stadje Limburg (aan de Vesder).

## Toponymie
De naam Bilstain heeft een Oudnederlandse oorsprong. In 1125 werd ze voor het eerst schriftelijk vermeld als Bilisten, waarbij sten voor steen staat en bili voor gegroefd. Mogelijk betrof dit een rotspartij in het huidige Bois Saint-Jacques (Sint-Jacobsbos) nabij het dorp, tegenwoordig Nez de Napoléon (Neus van Napoleon) genoemd.

## Geschiedenis

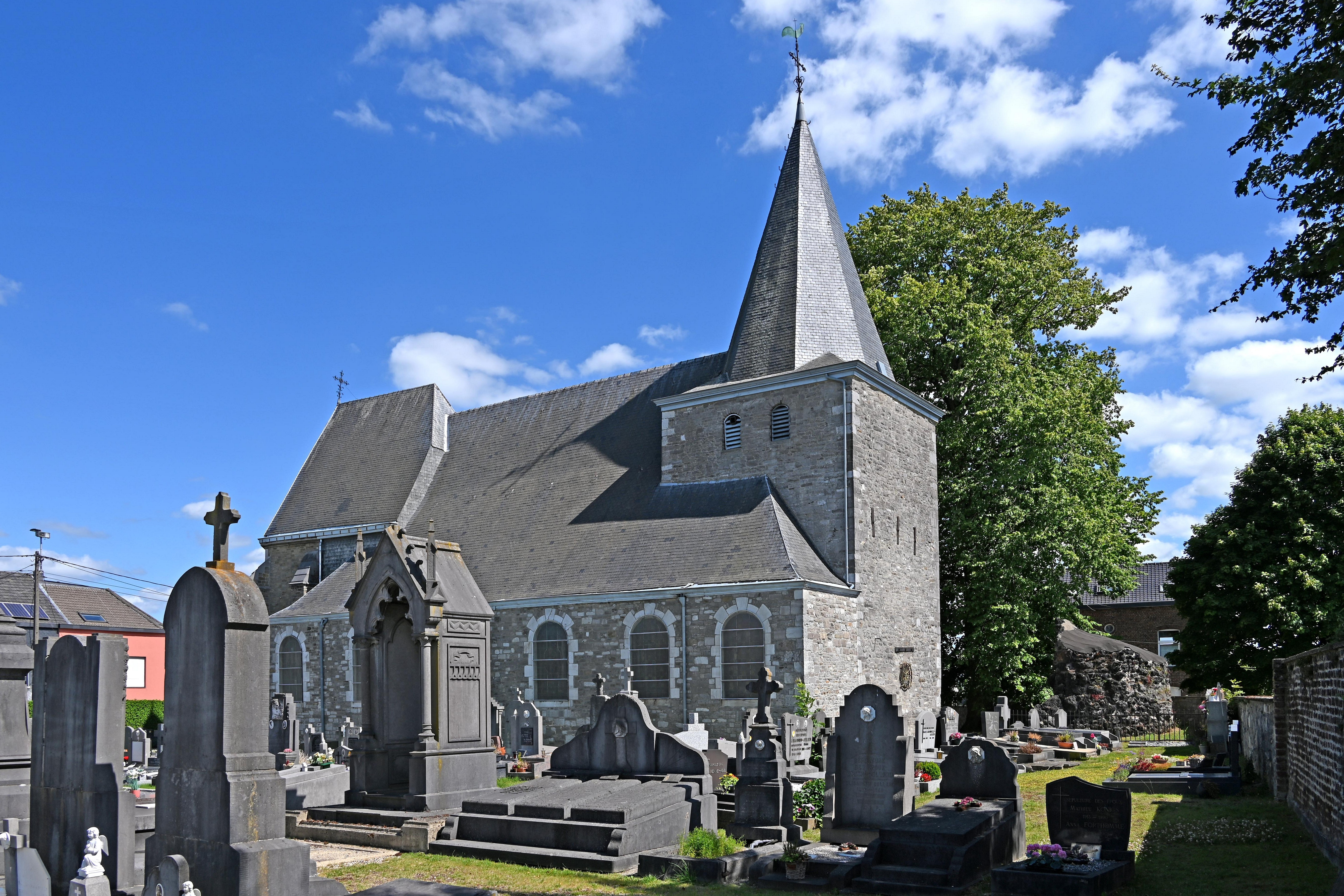
De Sint-Rochuskerk van Bilstain.

Het bos en een deel van het grondgebied van het dorp werd in 1125 aan de Sint-Jacobsabdij te Luik geschonken. Een ander deel behoorde toe aan wereldlijke heren, die hun zetel hadden in de donjon ten noorden van het dorp.
In 1145 bestond er te Bilstain reeds een kapel, gewijd aan Sint-Gertrudis en verbonden aan de Sint-Lambertusparochie van Gulke (Goé). In 1460 kwam ze onder het dekenaat van Limburg (aan de Vesder) en in 1803 werd het een parochiekerk, gewijd aan Sint-Rochus. In 1649 werden de hoge heerlijke rechten uitgegeven door koning Filips IV van Spanje.
In het noordoosten bevindt zich het Staatsbos van Grunhaut, ooit rechtstreeks bezit van de hertogen van Limburg.
De bezitsverhoudingen veranderden grondig omstreeks 1794, toen het ancien régime tot een einde kwam. Tot de opheffing van het hertogdom Limburg hoorde Bilstain tot de Limburgse hoogbank Baelen. Net als de rest van het hertogdom werd Bilstain bij de annexatie van de Zuidelijke Nederlanden door de Franse Republiek in 1795 opgenomen in het toen gevormde departement Ourthe. In 1813 kwam het bij de Verenigde Nederlanden en in 1830 werd het Belgisch.
Bilstain werd in de Franse tijd een zelfstandige gemeente, die echter in 1977 opging in de fusiegemeente Limburg (aan de Vesder).
De nabijheid van de vestingstad Limburg, hoofdplaats van het hertogdom Limburg, leidde tot veel verwoestingen door rondtrekkende troepen. Ook tijdens de Tweede Wereldoorlog, zowel bij de bezitting in 1940 als de bevrijding in 1944, werden vele verwoestingen aangericht.
Bilstain was van nature een landbouwdorp, doch door de schapenhouderij ontwikkelde zich ook de lakennijverheid. Aanvankelijk was er thuisarbeid van spinners en wevers en mogelijk ook de teelt van distels voor het kaarden van wol, welke werden verhandeld op de markt van Dolhain en een belangrijke aanvulling op het karige inkomen van de plaatselijke bevolking vormden.

## Demografische ontwikkeling
- Bronnen:NIS, Opm:1831 tot en met 1970=volkstellingen

## Bezienswaardigheden
- Sint-Rochuskerk
- Kasteel van Villers in het gehucht Villers
- Voormalig Station Dolhain-Gileppe van 1843

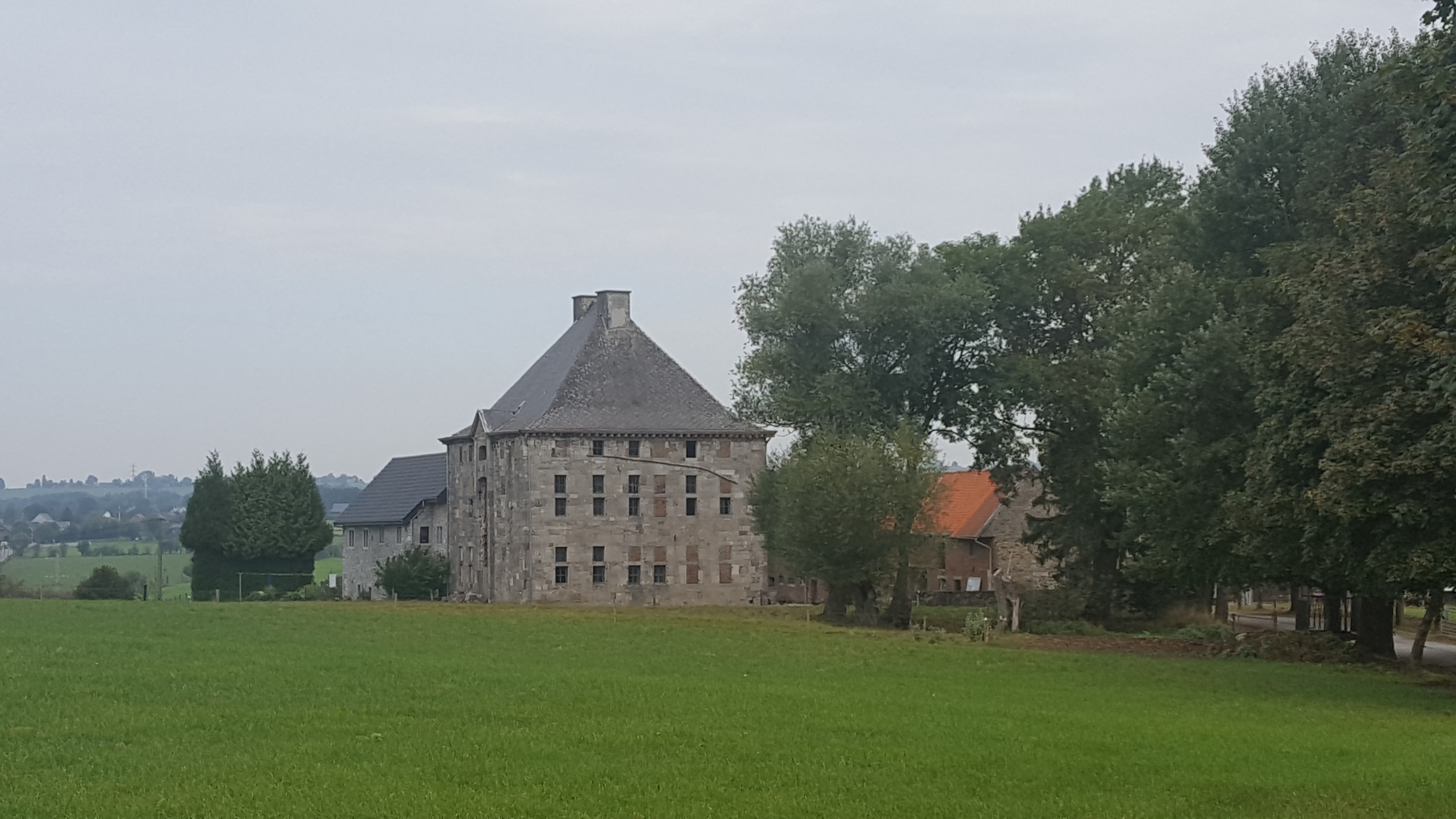
Kasteel van Villers

## Natuur en landschap
Bilstain wordt verdeeld in Bilstain-Haut en Bilstain-Bas. Het hoge deel ligt in het Land van Herve, op een hoogte van 275 meter en bestaat uit de kern en een aantal buurtschappen. Het lage deel ligt in en nabij het dal van de Vesder op een hoogte van ongeveer 210 meter. Ten westen van Bilstain loopt de Ruisseau des Queues, welke ten zuiden van de kern in de Vesder uitmondt. Het dal van de Ruisseau des Queues en haar zijriviertjes is bosrijk. Ook in het noorden is er bos, namelijk het Staatsbos van Grunhaut. Het overige landschap bestaat voornamelijk uit weilanden.

## Nabijgelegen kernen
Limbourg, Welkenraedt, Andrimont, Elsaute
Deelgemeenten: Bilstain · Gulke

Overige kernen: Bellevaux · Béthane · Champ de Wooz · Dolhain · Halloux · Hèvremont · Hoyoux · Pierresse · Villers · Wooz

Belgische gemeenten · Arrondissement Verviers · Luik · Wallonië